# Petre Achițenie
Petre Achițenie (n. 27 mai 1929, Havârna, Botoșani, România – d. 1 decembrie 2006, București, România) a fost un pictor, iar în perioada 1968-1993 profesor universitar la Institutul de Arte Plastice „Nicolae Grigorescu”, București.

## Distincții
- Ordinul național „Pentru Merit” în grad de Ofițer (1 decembrie 2000) „pentru realizări artistice remarcabile și pentru promovarea culturii, de Ziua Națională a României”[2]

## Legături externe
- Memoria zilei: 82 de ani de la nașterea pictorului Petre Achițenie, 27-05-2011,
- Picturi de Petre Achițenie Arhivat în 17 februarie 2011, la Wayback Machine.

### Interviuri
- Petre Achițenie: "Ciucurencule, băiatul ăsta o să facă treabă", Formula AS - anul 2000, numărul 412